# 翼の折れたエンジェル
「翼の折れたエンジェル」（つばさのおれたエンジェル）は、1985年4月21日にリリースされた中村あゆみの3枚目のシングルである。
1988年5月21日にCDシングルとして再発されている。規格品番はオリジナル盤のシングルレコードが7HB-2003、再発CDシングルが10HD-2004。

## 解説
1985年に「日清 カップヌードル」CMソングに起用され、2016年12月時点でのレコード・CD売上は50万枚以上、音楽配信の売上は12万ダウンロード、ストリーミングの再生回数は約140万回、YouTubeでのミュージック・ビデオの再生回数は300万回以上を記録した中村あゆみ最大のヒット曲である。2023年1月現在、再生回数は1,317万回超。
中村のデビュー直後からライブハウスなどで頻繁に歌われており、徐々に評判になったことから3枚目のシングルとしてリリースされた。本曲のほかに、アルバム『Be True』収録の「Drive All Night」がシングルの候補曲に挙がっていた。
TBS系の音楽番組『ザ・ベストテン』では10週にわたりチャートインしたが、出演したのは1985年7月25日付の第6位の1度のみである。番組内でのチャートは総合5位、レコード売り上げ4位、有線チャート2位、ラジオチャート3位、はがきリクエスト圏外、最高得点は7119点であった。
1991年にはこの曲をメインテーマとし、中村の楽曲を数多く使用した青春映画『翼の折れたエンジェル』が公開された。2008年に「キリン ストロングセブン」のCMソングに起用された。元プロ野球選手の立浪和義は本曲を登場曲に使用していた。

## 収録曲
1. 翼の折れたエンジェル
  - 作詞・作曲・編曲:高橋研
2. 100粒の涙
  - 作詞:中村あゆみ・高橋研／作曲:高橋研／編曲:井上鑑

## 楽曲の収録作品
- 翼の折れたエンジェル（オリジナルバージョン）
  - Be True
  - BEST COLLECTION HUMMING BIRD YEARS '84-'93
  - Ayumi of AYUMI〜30th Anniversary All Time Best
- 翼の折れたエンジェル（1987年バージョン）
  - HEART of DIAMONDS ベストアルバム
- 翼の折れたエンジェル（1993年ライブバージョン）
  - DECADE-AYUMI LIVE-
- 翼の折れたエンジェル（2004年バージョン）
  - rocks（リメイクアルバム）
- 翼の折れたエンジェル（2008年バージョン）
  - VOICE（ボーナストラック）
  - VOICE PLUS
- 翼の折れたエンジェル（ストロングバージョン）
  - VOICE PLUS
- 翼の折れたエンジェル（新録Version）
  - A BEST〜Rolling 50
- 翼の折れたエンジェル-BALLADE-
  - A BEST〜Rolling 50（通常盤及びデジタル配信のみボーナス・トラック。初回限定盤デラックス・エディションのDVDにはミュージック・ビデオが収録される）
- 100粒の涙
  - BEST COLLECTION HUMMING BIRD YEARS '84-'93

## カバー
- 大黒摩季
- デーモン小暮
- 張學友
- Mi
- 小野リサ
- 内藤やす子（1988年、アルバム『Songs II』）
- R'OSE
- Terry Wood
- FIRE
- DJ Kyon-C feat.xue
- 折原みか
- 桑江知子
- Fairy Story（「翼の折れた天使」名義）
- April Boy Regino & JC Regino（フィリピン人デュオ、アルバム『Idol Star』、曲名「Daddy Pengeng Pera」 2010年9月27日）
- 天海つばさ（2015年）
- おかゆ（2023年、アルバム『おかゆウタ カバーソングス3』）